# Tarsaltunnelsyndrom
Das Tarsaltunnelsyndrom bezeichnet ein seltenes Nervenkompressionssyndrom des Nervus tibialis am Sprunggelenk im Tarsaltunnel.

## Ursache
Die Nervenkompression im Retinaculum flexorum an der Innenseite des Sprunggelenkes kann Folge eines Knochenbruches, einer Verstauchung sein oder idiopathisch ohne ersichtlichen Grund auftreten. Alles, was Druck auf den Nerven ausüben kann, kommt als Ursache infrage, so Knochentumoren, Zysten, Nervenganglien, Varizen, Neurofibromatose.
Es besteht eine Assoziation mit Rheumatoider Arthritis.

## Häufigkeit
Die Häufigkeit ist nicht bekannt, die Erkrankung kann in jedem Alter und beim weiblichen Geschlecht häufiger auftreten.

## Klinische Erscheinungen
Klinische Kriterien sind:
Hypästhesie, Parästhesie, mitunter Dysästhesie im Fußbereich, Entwicklung einer Parese der Fußmuskulatur sowie Druckschmerz über dem distalen Verlauf des N. tibialis.

## Diagnose
Kriterien zur Erkennung und Einteilung bei der Elektromyographie wurden von P. E.  Kaplan beschrieben. Anscheinend ist der laterale Zweig des Nerven früher betroffen als der mediale. Die Diagnose ergibt sich aus den klinisch-neurologischen und neurophysiologischen Befunden.
Zur Ursachenabklärung bzw. bei Verdacht auf Nerventumoren oder Ganglien im Tarsaltunnel ist eine bildgebende Untersuchung erforderlich.

## Therapie
Zur Behandlung kommen konservative oder operative Maßnahmen infrage. Ein operativer Eingriff erfolgt bei therapieresistenten Dysästhesien oder neurologischen Ausfällen durch Spaltung des Retinaculum flexorum im Tarsaltunnel und langstreckige Freilegung des Nervens. Die Erfolgsrate gilt als sehr gut.

## Geschichte
Bereits im Jahre 1932 wurde durch L. Pollock und L. Davis eine Kasuistik einer posttraumatischen Kompression des Nervus tibialis veröffentlicht, die Symptome des Tarsaltunnesyndromes wurden im Jahre 1960 durch H. P. Kopell und W. A. Thompson beschrieben.
Der Begriff wurde dann 1962 durch Charles Keck und S. J. Lam geprägt.